# Bukowa (550 m)
Bukowa (niem. Buchen Berg, 550 m n.p.m.) – wzniesienie w południowo-zachodniej Polsce, w Sudetach Zachodnich, w Rudawach Janowickch, na południe od Wzgórz Karpnickich.

## Położenie
Wzniesienie położone jest w Sudetach Zachodnich, w południowo-zachodniej części Rudaw Janowickich, na południe od Wzgórz Karpnickich, w bocznym ramieniu odchodzącym od głównego grzbietu Rudaw, od Skalnika, w kierunku zachodnim. Na południowym zachodzie łączy się z Parkową, a na wschodzie ze Średnicą nad sanatoriami w Wojkowie (Kowary).

## Charakterystyka
Wzniesienie opada ku północy do doliny Łupi, a na południu do doliny Kalnicy.

## Budowa geologiczna
Wzniesienie zbudowane jest z waryscyjskiego granitu karkonoskiego wieku górnokarbońskiego. Leży w obrębie jednostki geologicznej blok karkonosko-izerski, a w nim w masywie karkonoskim.

## Ochrona przyrody
Wzniesienie położone jest na obszarze Rudawskiego Parku Krajobrazowego.

## Turystyka
Na południe od wierzchołka prowadzi szlak turystyczny:
- czerwony – z Mysłakowic przez Bukowiec na szczyt Skalnika i dalej (fragment Głównego Szlaku Sudeckiego)